# Dicranoptycha australis
Dicranoptycha australis là một loài ruồi trong họ Limoniidae. Chúng phân bố ở miền Tân bắc.